# Budníček tlustozobý
Budníček tlustozobý (Phylloscopus schwarzi) je malým druhem pěvce z čeledi budníčkovitých (Phylloscopidae).

## Rozšíření
Hnízdí v sibiřské tajze.

## Popis
Od příbuzných druhů budníčků se liší béžově hnědou spodinou a výrazným nadočním proužkem, nejsvětlejším za okem. Zobák má krátký a silný, s tupou špičkou.

## Výskyt v Evropě
Na podzimním tahu se vzácně zatoulává do Evropy, jednou byl zjištěn také na českém území.